# 邦库尔
邦庫爾（法語：Boncourt，法語發音：[bɔ̃kuʁ]）是瑞士汝拉州的一个市镇，位於該國西北部，面積9.01平方公里，海拔高度373米，2011年人口1,280，九成人口信奉羅馬天主教，人口密度每平方公里142人。

## 外部連結
- （页面存档备份，存于）